# Vrelo Peak
Der Vrelo Peak (englisch; bulgarisch връх Врело wrach Wrelo) ist mit 1250 m der höchste Berg des Parlichev Ridge in den Aristotle Mountains an der Oskar-II.-Küste des Grahamlands auf der Antarktischen Halbinsel. Im westlichen Teil des Gebirgskamms ragt er 17,35 km nordöstlich des Madrid Dome, 13,5 km südwestlich des Rilets Peak und 14,24 km nordwestlich des Mount Mayhew auf. Der Melville-Gletscher liegt nördlich und der Pequod-Gletscher südlich von ihm.
Britische Wissenschaftler kartierten ihn 1976. Die bulgarische Kommission für Antarktische Geographische Namen benannte ihn 2013 nach der Ortschaft Wrelo im Süden Bulgariens.